# Beinn Ìme
Beinn Ìme  /ˌbɛn ˈiːmə/ (gaelico scozzese: Beinn Ime)  è la montagna più alta delle Alpi Arrochar, nelle Highlands meridionali della Scozia. 

## Descrizione
Ci sono tre vie di salita. Da Succoth, si può seguire lo stesso percorso utilizzato per raggiungere il Cobbler prima di prendere la biforcazione a destra vicino alla base delle principali falesie del Cobbler e continuare su per la valle, attraverso il bealach e su per la cresta orientale di Ben Ome. In alternativa, la vetta può essere raggiunta dal passo di Rest and be thankful e dal lato Loch Lomond, utilizzando la strada privata che porta a Loch Sloy. 
Il Beinn Ìme separa il paesaggio del Lob Lomond nel Dunbartonshire a est e le Argyll Highlands di Loch Fyne e Loch Goil a nord, ovest e sud ovest. 
Il Beinn Ìme è il punto di riferimento per l'ingresso nella contea di Argyll.

## Galleria d'immagini

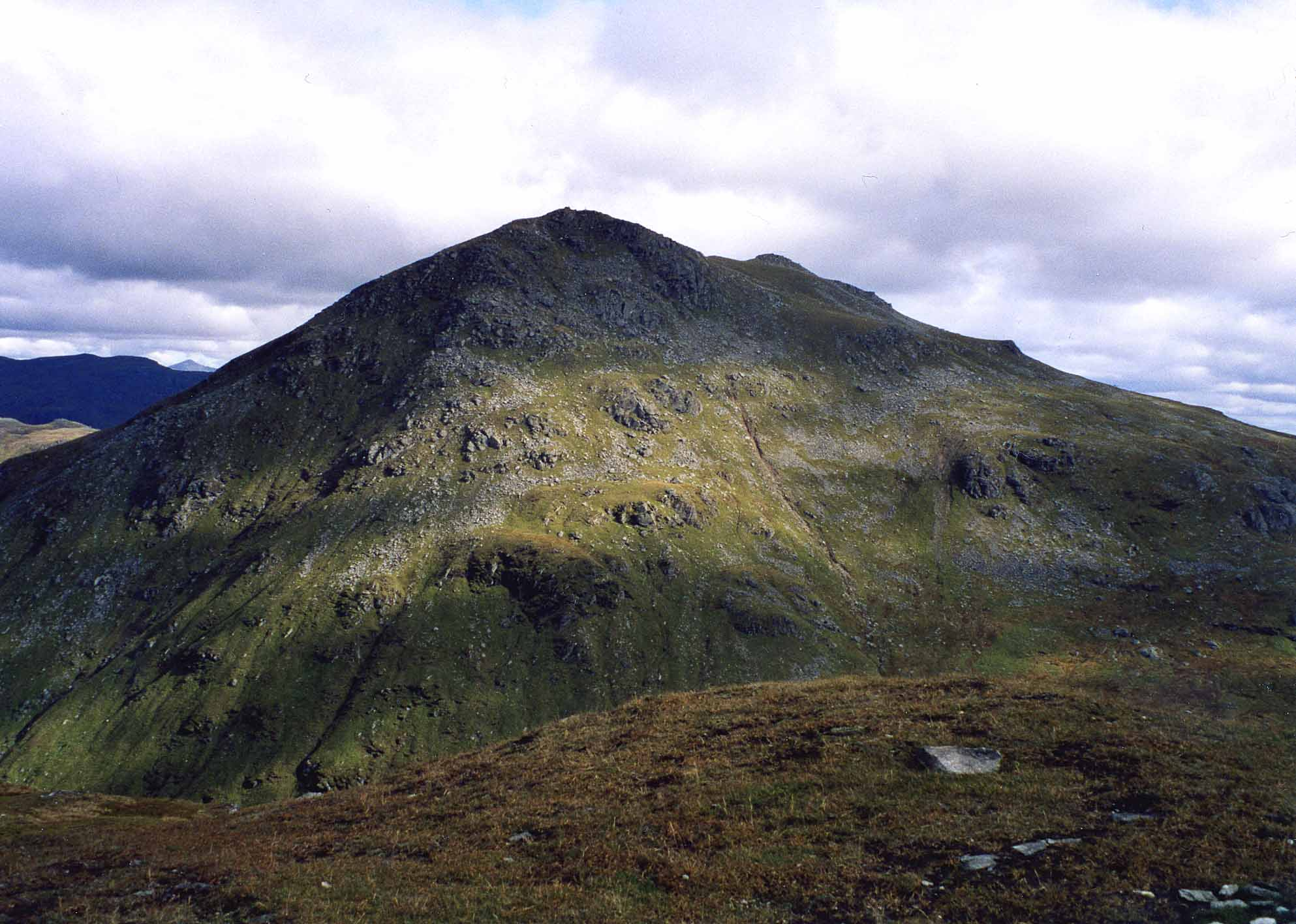
Beinn Ime visto dal Corbett Beinn Luibhean, a 1,5 km a sud-ovest
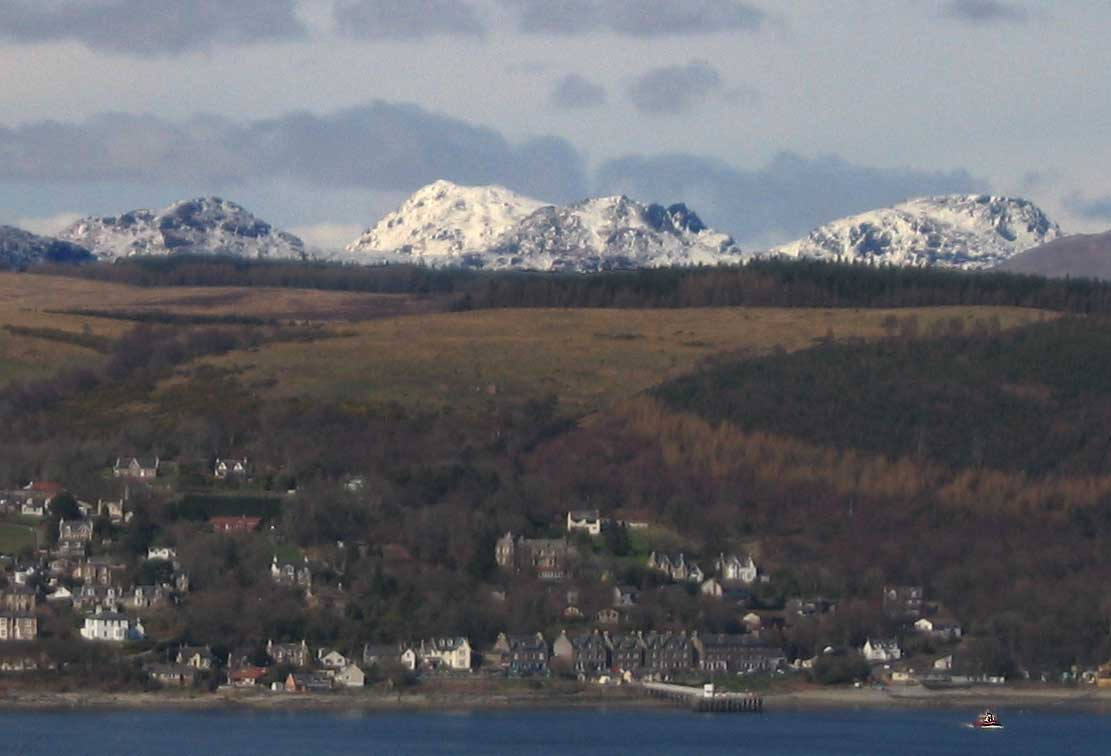
Il Beinn Ìme è la cima innevata al centro, con Cobbler di fronte e Beinn Narnain più a est (a destra)